# Greifenstein, Hessen
Greifenstein är en kommun och ort i Lahn-Dill-Kreis i Regierungsbezirk Gießen i förbundslandet Hessen i Tyskland. Kommunen bildades 1 januari 1977 genom en sammanslagning av de tidigare kommunerna Greifenstein, Arborn, Beilstein, Nenderoth, Odersberg och Ulmtal i den nya kommuen Greifenstein. Kommunen Ulmtal bildades 1 februari 1971 genom en sammanslagning av kommunerne Allendorf, Holzhausen och Ulm.